# Long Beach (Washington)
Long Beach és una població dels Estats Units a l'estat de Washington. Segons el cens del 2000 tenia 1.283 habitants.

## Demografia
Segons el cens del 2000, Long Beach tenia 1.283 habitants, 660 habitatges, i 314 famílies. La densitat de població era de 393,2 habitants per km².
Dels 660 habitatges en un 17% hi vivien nens de menys de 18 anys, en un 34,2% hi vivien parelles casades, en un 11,8% dones solteres, i en un 52,3% no eren unitats familiars. En el 43,8% dels habitatges hi vivien persones soles el 20,5% de les quals corresponia a persones de 65 anys o més que vivien soles. El nombre mitjà de persones vivint en cada habitatge era d'1,92 i el nombre mitjà de persones que vivien en cada família era de 2,63.
Per edats la població es repartia de la següent manera: un 17,6% tenia menys de 18 anys, un 5,8% entre 18 i 24, un 23,1% entre 25 i 44, un 28,9% de 45 a 60 i un 24,5% 65 anys o més.
L'edat mediana era de 47 anys. Per cada 100 dones de 18 o més anys hi havia 77,9 homes.
La renda mediana per habitatge era de 23.611 $ i la renda mediana per família de 33.029 $. Els homes tenien una renda mediana de 30.938 $ mentre que les dones 20.625 $. La renda per capita de la població era de 21.266 $. Aproximadament el 13,4% de les famílies i el 18,7% de la població estaven per davall del llindar de pobresa.

## Poblacions més properes
El següent diagrama mostra les poblacions més properes.